# Herbiers universitaires de Clermont-Ferrand
 (août 2025).
Si vous disposez d'ouvrages ou d'articles de référence ou si vous connaissez des sites web de qualité traitant du thème abordé ici, merci de compléter l'article en donnant les références utiles à sa vérifiabilité et en les liant à la section « Notes et références ».
Les herbiers universitaires de Clermont-Ferrand sont une collection botanique.
Il s'agit d'un ensemble de plus d'un million de spécimens et de plus de 620 000 parts,. Ils sont le fruit du travail d'environ 500 collecteurs botanistes ayant herborisé du XVIIIe au XXIe siècle.
Il s’agit de la troisième collection universitaire française et de la quatrième collection nationale, toutes institutions confondues, inscrite à l’Index herbariorum édité par le jardin botanique de New York (New York Botanical Garden, NYBG), sous l’acronyme CLF.

## Historique
Les herbiers universitaires de Clermont-Ferrand résultent d'un premier transfert de l'ancien muséum de Clermont vers la nouvelle faculté des sciences venant d'intégrer en 1865 l'aile droite du palais universitaire récemment construit dans le jardin botanique Lecoq. 
En 1905, ils totalisent sept herbiers dont l'un des plus vieux l'herbier Auguste de Saint-Hilaire. 
Ils sont enrichis en 1925 de l'herbier de Martial Lamotte ancien professeur à la faculté de médecine et pharmacie de Clermont, donné par la Société botanique de France.

## Collections

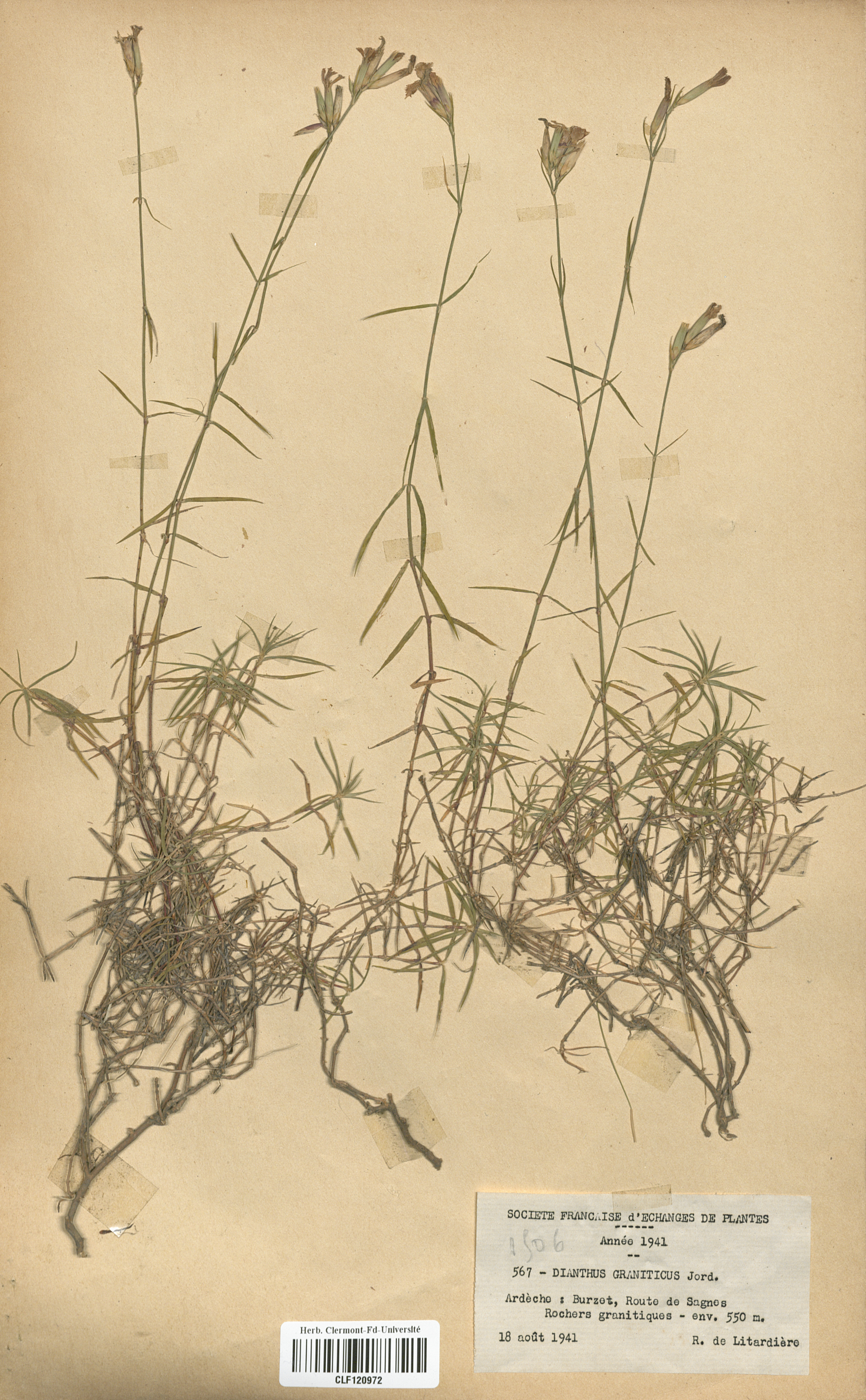
Œillet du granite (Dianthus graniticus) collecté à Burzet en 1941 par René Verriet de Litardière.

Depuis cet ensemble de collections n'a cessé de s'enrichir :
- 1938 : herbier Chassagne ;
- 1964 : herbier d'Alleizette ;
- 1967 : herbiers Le Grand, Lassimonne, Tourret (dons de la société scientifique du Bourbonnais)
- 1976 : herbiers divers réunis par J.-E. Loiseau, professeur de botanique, directeur des herbiers CLF
- 1995 : herbiers Hubert Bourdot, Ernest Olivier, du Buysson ;
- 2003 : herbier bryologique Sapaly
- 2005 : herbier bryologique Pierrot
- 2009 : herbier Billy
- 2012 : herbiers Loiseau, Ravel
- 2017 : herbier Brunel
- 2018 : herbiers Deschâtres, Le Quéré, Labbé
- 2019 : herbier Chaffin
- 2020 : herbiers Chouard (don du Centre d’étude et de conservation des ressources végétales de Bayonne)[1] et Galtier
- 2021 : herbier Lamaison
- 2023 : herbier de Jean Guillot

Ont été aussi réunis à CLF d'autres herbiers : herbiers de l'Académie des sciences belles lettres et arts de Clermont-Ferrand, herbier des hautes-Fagnes (bryologique), herbier IBISCA, Felzines, herbier du collège Jules Ferry de Montluçon et différents autres petits herbiers.
De nombreux échantillons résultant de prospections diverses ont aussi été apportés aux collections CLF (équipe UniVegE, J. Galtier, C. Chaffin, J.-L. Lamaison, J.-C. Bertier, A. Fridlender...).
À ces dons s'ajoutent plusieurs herbiers mis en dépôt (herbiers du Mupop de Montluçon et herbiers du collège de Pleaux par exemple).

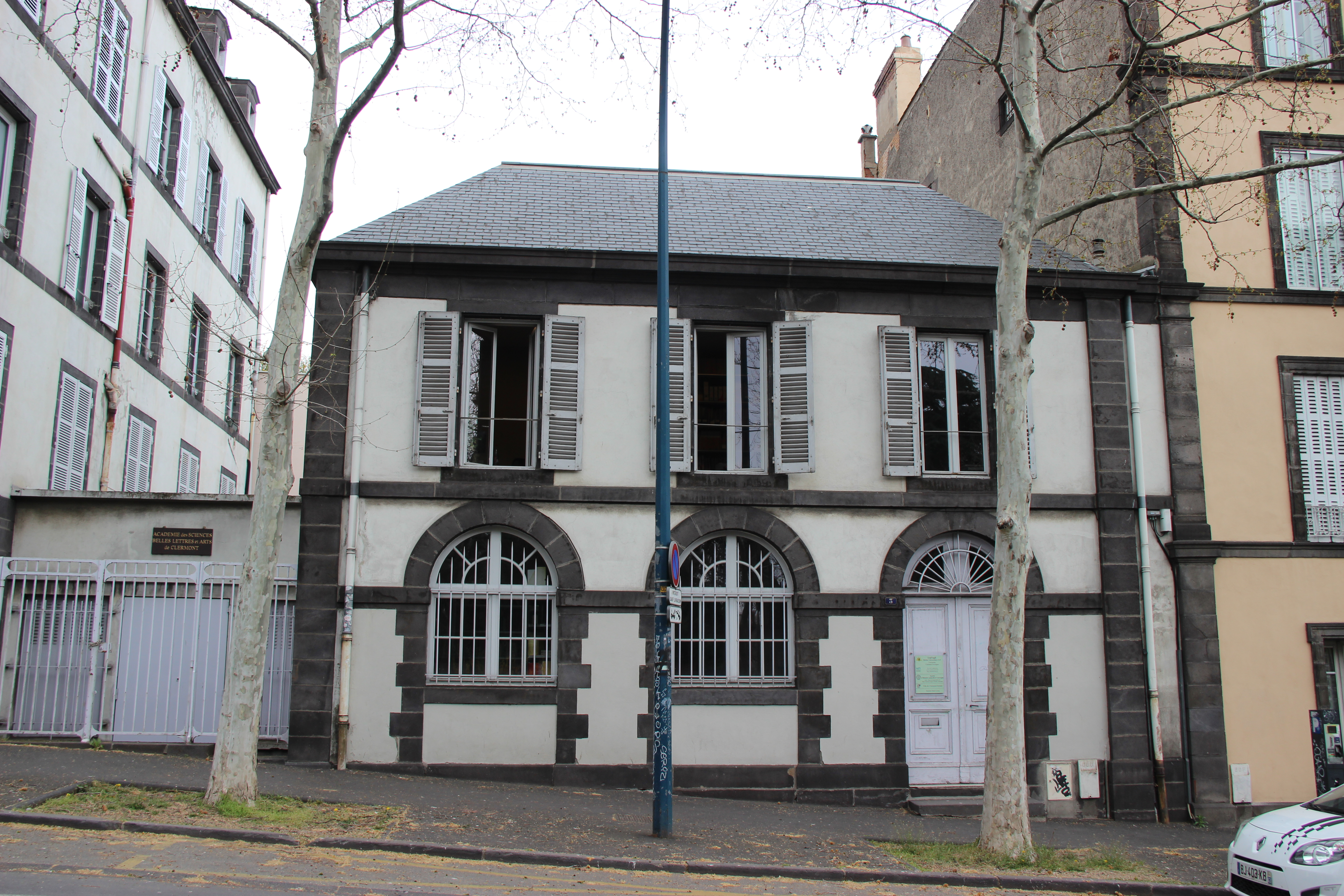
Façade du bâtiment des Herbiers (UniVegE) de l'Université Clermont Auvergne, situé boulevard Lafayette à Clermont-Ferrand (Puy-de-Dôme, France)

## Organisation
Les herbiers universitaires de Clermont-Ferrand sont hébergés au 3 boulevard Lafayette à Clermont-Ferrand (herbiers généraux, collections historiques) et au campus universitaire des Cézeaux à Aubière (collections en cours de restauration, attachage, numérisation). Le service UniVegE a la responsabilité des collections d’herbiers de l’Université Clermont-Auvergne.

## Numérisation
Dans le cadre d'une collaboration avec la bibliothèque universitaire de l'université Clermont-Auvergne et du programme d'excellence IHMAGES, UniVegE procède à la numérisation et la mise en ligne de ses collections. Au fur et à mesure de leur numérisation, les collections sont intégrées au projet national RECOLNAT qui recense 320 376 planches des herbiers universitaires de Clermont-Ferrand.